# Castelnau-d'Arbieu
 Castelnau-d'Arbieu  (en occitano Castèthnau d'Arbiu) es una población y comuna francesa, ubicada en la región de Mediodía-Pirineos, departamento de Gers, en el distrito de Condom y cantón de Fleurance.

## Demografía
| 287 | 270 | 220 | 204 | 188 | 187 |
| Para los censos de 1962 a 1999 la población legal corresponde a la población sin duplicidades (Fuente: INSEE [Consultar]) |     |     |     |     |     |